# Ji'an, Tonghua
Ji'an, tidigare stavat Tsian, är en stad på häradsnivå som lyder under Tonghuas stadsprefektur i Jilin-provinsen i nordöstra Kina.
Staden ligger vid Yalufloden på gränsen till Nordkorea, där Manpo ligger på nordkoreanska sidan. 